# Buenavista, Ajalpan
Buenavista är en ort i Mexiko.   Den ligger i kommunen Ajalpan och delstaten Puebla, i den sydöstra delen av landet, 230 km sydost om huvudstaden Mexico City. Buenavista ligger 1 261 meter över havet och antalet invånare är 166.
Terrängen runt Buenavista är varierad. Runt Buenavista är det tätbefolkat, med 427 invånare per kvadratkilometer. Närmaste större samhälle är Tehuacán, 14,8 km nordväst om Buenavista. Trakten runt Buenavista består till största delen av jordbruksmark.